# ریس ایفانز
ریس ایفانز (ویلزی: Rhys Ifans; تلفظ ولزی: [r̥ɨ:s ˈivans] زادهٔ ۲۲ ژوئیه ۱۹۶۷ با نام ریس اُوِین ایوانز انگلیسی: Rhys Owain Evans) هنرپیشه و موسیقی‌دان ولزی است. او رهبر گروه‌های موسیقی راک ولزی دِ پت و سوپر فیوری انیمالز بود. به عنوان یک بازیگر، او بیشتر به خاطر بازی در فیلم‌های ناتینگ هیل (۱۹۹۹) و عشق پاینده (۲۰۰۴) و همچنین ایفای نقش گزنوفیلیوس لاوگود در هری پاتر و یادگاران مرگ – قسمت اول (۲۰۱۰)، مارمولک شخصیت ابرشرور در مرد عنکبوتی شگفت‌انگیز (۲۰۱۲) و مرد عنکبوتی: راهی به خانه نیست (۲۰۲۱)، و گریگوری راسپوتین در کینگزمن (۲۰۲۱) شناخته شده‌است. از دیگر نقش‌های او می‌توان به هکتور دژان در سریال دلهره‌آور ایستگاه برلین، مایکرافت هلمز در سریال ابتدایی از سی‌بی‌اس و سِر آتو های‌تاور در سریال تلویزیونی درام فانتزی خاندان اژدها از اچ‌بی‌او اشاره کرد.

## زندگی شخصی
ایفانس در لندن زندگی می‌کند. او در سال ۲۰۰۸ با بازیگر زن سیه‌نا میلر ملاقات کرد، و از سال ۲۰۱۱ تا ۲۰۱۴ با بازیگر انگلیسی آنا فریل رابطه داشته‌است.

## فیلم‌شناسی (گزیده)

### گزیدهٔ آثار سینمایی
| سال  | عنوان                              | نقش                      | یادداشت‌ها                                     |
| ---- | ---------------------------------- | ------------------------ | --------------------------------------------- |
| ۱۹۹۶ | اوت                                | گریفیث                   |                                               |
| ۱۹۹۹ | ناتینگ هیل                         | اسپایک                   |                                               |
| ۲۰۰۰ | جایگزین‌ها                          | نایجل گراف               |                                               |
| ۲۰۰۰ | نیکی کوچک                          | آدریان                   |                                               |
| ۲۰۰۱ | هتل                                | ترنت استوکن              |                                               |
| ۲۰۰۱ | سرود کریسمس: فیلم                  | باب کراچیت               | صداپیشه                                       |
| ۲۰۰۱ | اخبار کشتیرانی                     | بیوفیلد ناتبیم           |                                               |
| ۲۰۰۱ | ذات آدمی                           | پاف                      |                                               |
| ۲۰۰۴ | ونیتی فر                           | ویلیام دابین             |                                               |
| ۲۰۰۴ | عشق پاینده                         | جِد                       |                                               |
| ۲۰۰۵ | رنگ‌هراسی                           | کالین                    |                                               |
| ۲۰۰۶ | گارفیلد ۲                          | مک‌بانی                   | صداپیشه                                       |
| ۲۰۰۷ | خیزش هانیبال                       | گروتاس                   |                                               |
| ۲۰۰۷ | الیزابت: دوران طلایی               | رابرت رستون              |                                               |
| ۲۰۰۷ | چهار ترانه آخر                     |                          |                                               |
| ۲۰۰۹ | خبرچینان                           | راجر                     |                                               |
| ۲۰۰۹ | قایقی که راک پخش می‌کرد             | گاوین کاوانا             |                                               |
| ۲۰۰۹ | آقای نوبادی                        | پدر نمو                  |                                               |
| ۲۰۱۰ | مستر نایس                          | هاوارد مارکس             |                                               |
| ۲۰۱۰ | گرین‌برگ                            | ایوان شرانک              |                                               |
| ۲۰۱۰ | نمایش مصائب                        | سام آدامو                |                                               |
| ۲۰۱۰ | ننی مک‌فی و بیگ بنگ                 | عمو فیل                  |                                               |
| ۲۰۱۰ | هری پاتر و یادگاران مرگ – قسمت اول | گزنوفیلیوس لاوگود        |                                               |
| ۲۰۱۱ | گمنام                              | ادوارد دو ور             |                                               |
| ۲۰۱۲ | پنج سال نامزدی                     | وینتون چایلدز            |                                               |
| ۲۰۱۲ | مرد عنکبوتی شگفت‌انگیز              | دکتر کرت کانرز / مارمولک | نامزد — جوایز برگزیده نوجوانان                |
| ۲۰۱۴ | سرنا                               | گالووی                   |                                               |
| ۲۰۱۴ | مادام بوواری                       | مسیو لورو                |                                               |
| ۲۰۱۵ | حاکمیت                             | دیلن تامس                |                                               |
| ۲۰۱۵ | اونجوری بامزه است                  | ست گیلبرت                |                                               |
| ۲۰۱۶ | آلیس در آن‌سوی آینه                 | زانیک هایتاپ             |                                               |
| ۲۰۱۶ | اسنودن                             | کوربین اوبرایان          |                                               |
| ۲۰۱۸ | قسمتی از شیشه                      | کارل                     |                                               |
| ۲۰۱۹ | اسرار رسمی                         | اد وولیامی               |                                               |
| ۲۰۲۰ | بدرفتاری                           | اریک مورلی               |                                               |
| ۲۰۲۱ | شبح اوپن                           | کیت مکنزی                |                                               |
| ۲۰۲۱ | مرد عنکبوتی: راهی به خانه نیست     | دکتر کرت کانرز / مارمولک | صداپیشه، حضور لایو اکشن از طریق تصاویر آرشیوی |
| ۲۰۲۱ | کینگزمن                            | گریگوری راسپوتین         |                                               |
| TBA  | نیاد                               | جان بارتلت               |                                               |

### گزیدهٔ آثار تلویزیونی
| سال        | عنوان               | نقش           | یادداشت‌ها          |
| ---------- | ------------------- | ------------- | ------------------ |
| ۱۹۹۵       | پرده دو             | کوین          | قسمت: «Streetlife» |
| ۱۹۹۷       | محاکمه و مجازات     | مایکل دان     | ۲ قسمت             |
| ۲۰۱۲       | اصلاحات             | گیتاناس       | پایلوتِ اجرانشده    |
| ۲۰۱۳–۲۰۱۴  | ابتدایی             | مایکرافت هلمز | ۷ قسمت             |
| ۲۰۱۳       | پلی‌هاوس تقدیم می‌کند | کریس          | قسمت: «Gifted»     |
| ۲۰۲۲–اکنون | خاندان اژدها        | آتو های‌تاور   | نقش اصلی           |

## افتخارات، جوایز و نامزدی
در سال ۲۰۰۵، ایفانس برای بازی در نقش کمدین پیتر کوک در فیلم تلویزیونی نه تنها بلکه همیشه برنده جایزه آکادمی هنرهای فیلم و تلویزیون بریتانیا شد.
در ۱۶ ژوئیه ۲۰۰۷، وی بورسیه افتخاری دانشگاه بنگر را برای خدمات خود به صنعت فیلم دریافت کرد.
| سال  | اثر نامزد شده         | جایزه                                                       | نتیجه    |
| ---- | --------------------- | ----------------------------------------------------------- | -------- |
| ۱۹۹۹ | ناتینگ هیل            | جایزه بفتای بهترین بازیگر نقش مکمل مرد                      | برنده    |
| ۱۹۹۹ | ناتینگ هیل            | جایزه ستلایت برای بهترین بازیگر نقش مکمل مرد – فیلم سینمایی | نامزدشده |
| ۲۰۰۵ | عشق پاینده            | جایزه امپایر برای بهترین بازیگر مرد بریتانیایی              | نامزدشده |
| ۲۰۱۲ | مرد عنکبوتی شگفت‌انگیز | جایزه انتخاب نوجوان برای شخصیت شرور                         | نامزدشده |